# Mikio Naruse
Mikio Naruse (jap. 成瀬 巳喜男 Naruse Mikio; ur. 20 sierpnia 1905 w Tokio, zm. 2 lipca 1969 tamże) – japoński reżyser, scenarzysta i producent filmowy. 
Naruse był najmłodszym z trojga dzieci; jego ojciec zajmował się hafciarstwem. Po śmierci ojca i niedługo później matki musiał zrezygnować z nauki i podjął pracę jako rekwizytor w studiu filmowym Shōchiku, z którym był związany przez 10 kolejnych lat. Przez pozostałą część zawodowego życia współtworzył z wytwórnią Tōhō. W trakcie kariery stworzył 88 filmów z czego 22 były nieme. Większość z nich nie przetrwała. Znany przede wszystkim z filmów z gatunku shomin-geki, rodzinnych dramatów prostych ludzi, w których w rolach głównych obsadzał przeważnie kobiety. Często współpracował z aktorkami: Hideko Takamine, Kinuyo Tanaką i Setsuko Harą.
Spośród twórczości Naruse największym uznaniem krytyków cieszą się Płynące chmury (1955), Ostatnie chryzantemy (1954) i Gdy kobieta wchodzi po schodach (1960). Ze względu na tematykę jego filmów, często porównywany do Yasujirō Ozu. Akira Kurosawa zestawił twórczość Naruse do „wielkiej rzeki o spokojnej powierzchni, pod którą kłębią się niezmierzone głębiny”.
Przez lata będący w cieniu takich twórców swojego okresu, jak Akira Kurosawa, Kenji Mizoguchi i Yasujirō Ozu, obecnie jest często stawiany z nimi w jednym rzędzie. Laureat Nagrody Błękitnej Wstęgi dla najlepszego reżysera w 1952 za filmy Inazuma (1952) i Mateczka (1952).
Zmarł w 1969 na raka.